# DigiKam
DigiKam – program komputerowy służący do zarządzania zdjęciami cyfrowymi, przeznaczony dla środowiska graficznego KDE. Umożliwia pobieranie zdjęć z aparatu cyfrowego oraz ich organizowanie, przeglądanie i prostą edycję.

## Możliwości programu
- Obsługa aparatów wspieranych przez gPhoto 2.
- Organizowanie zdjęć w albumy i podalbumy.
- Dodawanie komentarzy do zdjęć i albumów oraz kategoryzacja albumów (system znaczników).
- Sortowanie albumów w porządku chronologicznym.
- Wsparcie dla techniki „przeciągnij i upuść” wewnątrz Digikam jak i pomiędzy innymi aplikacjami KDE.
- Zastosowanie architektury Kipi w celu łatwego rozszerzania funkcjonalności programu za pomocą wtyczek.
- Wykorzystanie bazy danych SQLite.
- Możliwość wyboru wielkości miniatur.
- Odczyt i zapis metadanych EXIF, IPTC, XMP, MakerNote, geolokalizacja fotografii (GPS).
- Prosta i szybka (uruchamiana również skrótem klawiaturowym) edycja zdjęć obejmująca m.in.:
  - korekcję efektu czerwonych oczu,
  - korekcję jasności, kontrastu, poziomy, krzywe
  - wyostrzanie, rozmywanie, usuwanie szumu
  - balans kolorów,
  - normalizację,
  - dodawanie tekstu, nakładanie ramek
  - obrót i powiększenie zdjęć.
- Automatyczne bezstratne obracanie zdjęć.
- Łatwa archiwizacja z automatycznym tworzeniem galerii w postaci stron HTML.

## Wyróżnienia
W roku 2005 digiKam został nagrodzony przez magazyn TUX. Czytelnicy wybrali digiKam Ulubionym narzędziem do zarządzania fotografiami cyfrowymi (Favorite Digital Photo Management Tool).